# جبلة (العراق)
مدينة جبلة هي مدينة عراقية تتبع إداريا إلى قضاء كوثى، كانت تسمى سابقا باسم ناحية المشروع، والمشهورة بجبلة لوجود مجموعة من التلال الأثرية العائدة إلى الحقبة البابلية.

## التسمية
اسم جبلة فهو يعود إلى كونها تحتوي على تلال فيها اثار تعود إلى أكثر من أربعة آلاف عام قبل الميلاد يتوسطها "أحد المقامات التي تعود إلى "إبراهيم الادهم" أحد المتصوفة أو بما تسمى "تل كوثي".

## التاريخ
يعتقد بعض التاريخيين ان هذه المدينة هي مولد النبي إبراهيم [بحاجة لمصدر]، وفي الآونة الأخيرة ازدادت الدراسات حول هذه المدينة لمكانتها التاريخية ومن هذه الدراسات كتاب الدكتور كريم مطر حمزة الزبيدي في جامعة بابل وعنوان الكتاب (كوثي ماضيها وحاضرها تاريخ جبله حتى عام 2010) - قسم التاريخ جامعة بابل الذي طبعت الطبعة الأولى منه وينتظر طباعة الطبعة الثانية قريبا، وفي هذا الكتاب تناول تأريخ هذه المدينة التي كانت تسمى تاريخيا باسم كوثى وكانت إحدى القرى التابعة لمدينة بابل في العهد البابلي القديم ومما يدل على ذلك وجود اثار تعود إلى هذا العهد في هذه المدينة باعتراف علماء الآثار، ومما تطرق له هذا الكتاب هو تطور هذه المدينة في العهد الحالي ووجهاء المنطقة وقدماء الحلاقين والعشائر التي تسكن فيها ووجهاء العشائر وتطرق إلى معلومات تفصلية عن هذه المدينة. خارطة المنطقة التاريخية موجوده في موقع الجوجل، فعند النقر على خارطة العراق وبالذات محافظة بابل فان أول مايشاهده المشاهد هو بروز منطقتين على الخارطة الرئيسة هي منطقه بابل القديمة ومنطقه تل العكير التي هي الأخرى تسمية تاريخية لمدينة جبلة في العراق أو ناحية المشروع كما تسمى الآن.

## معرض الصور

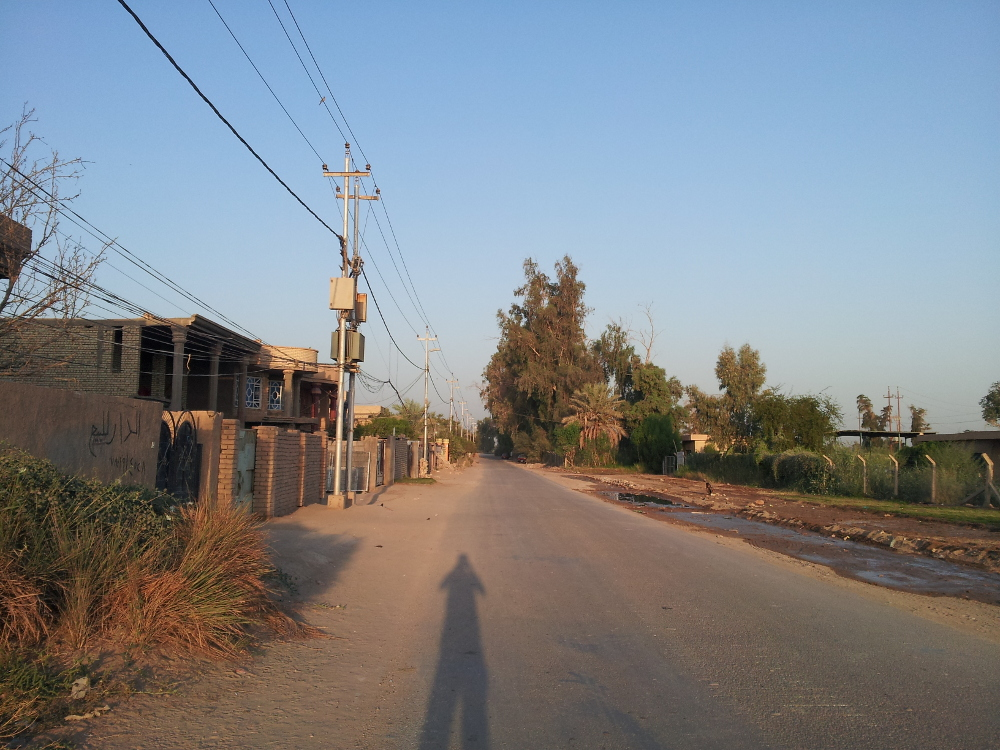
الشارع مقابل الإرشاد الزراعي - جبله 2012حي الموظفين
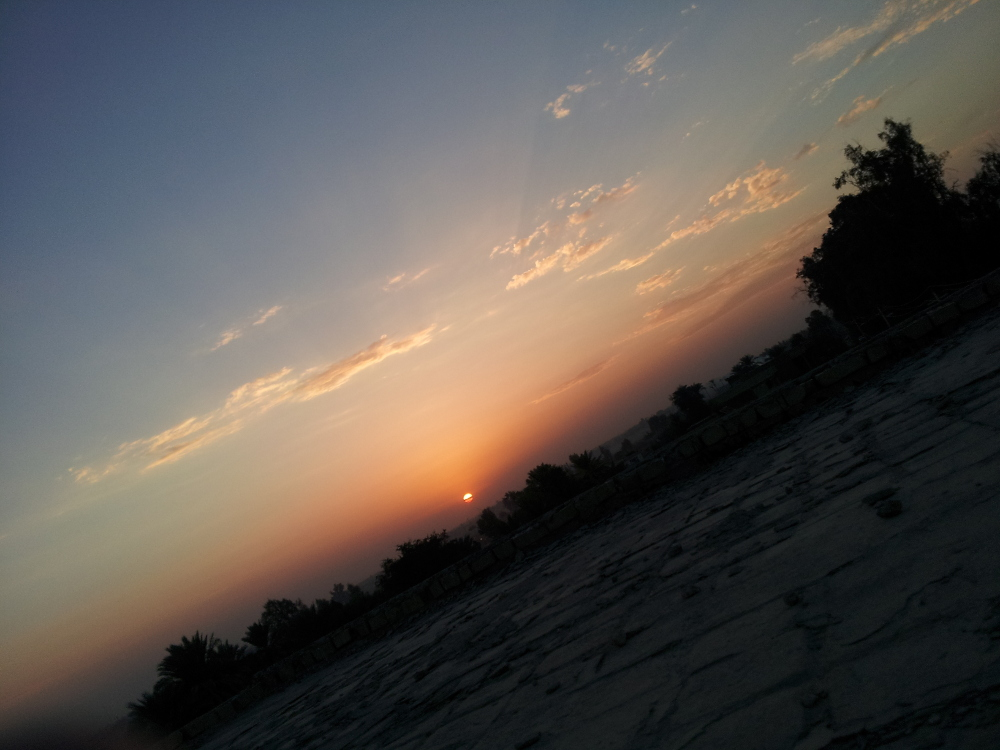
sunset at jebalah city الغروب في جبله
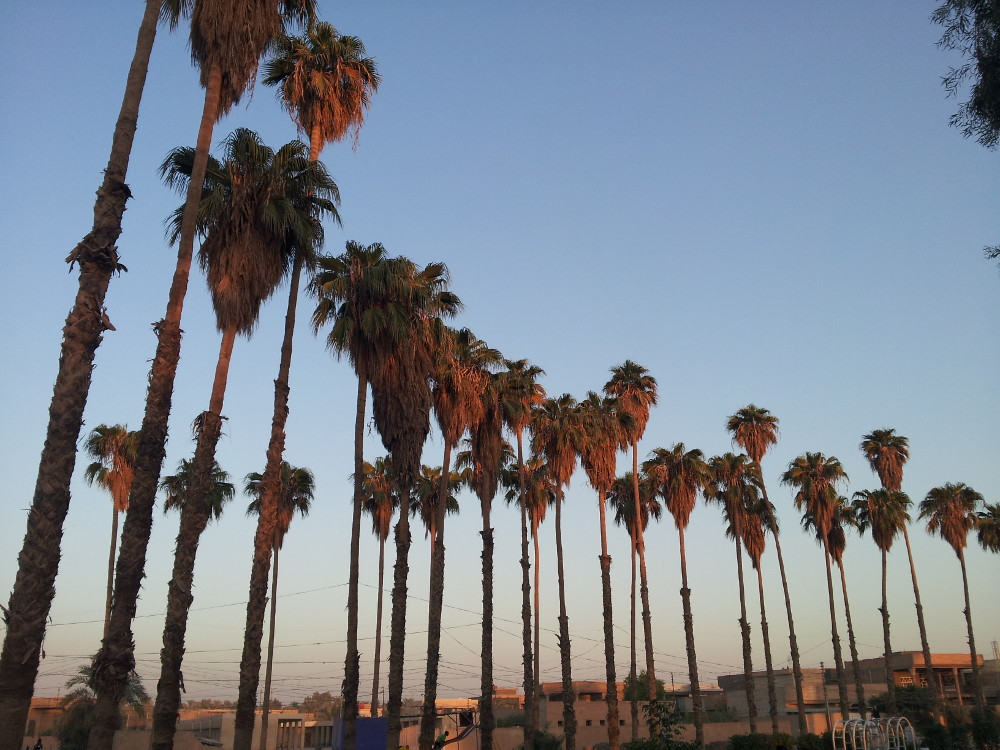
متنزه البيضويه - جبله
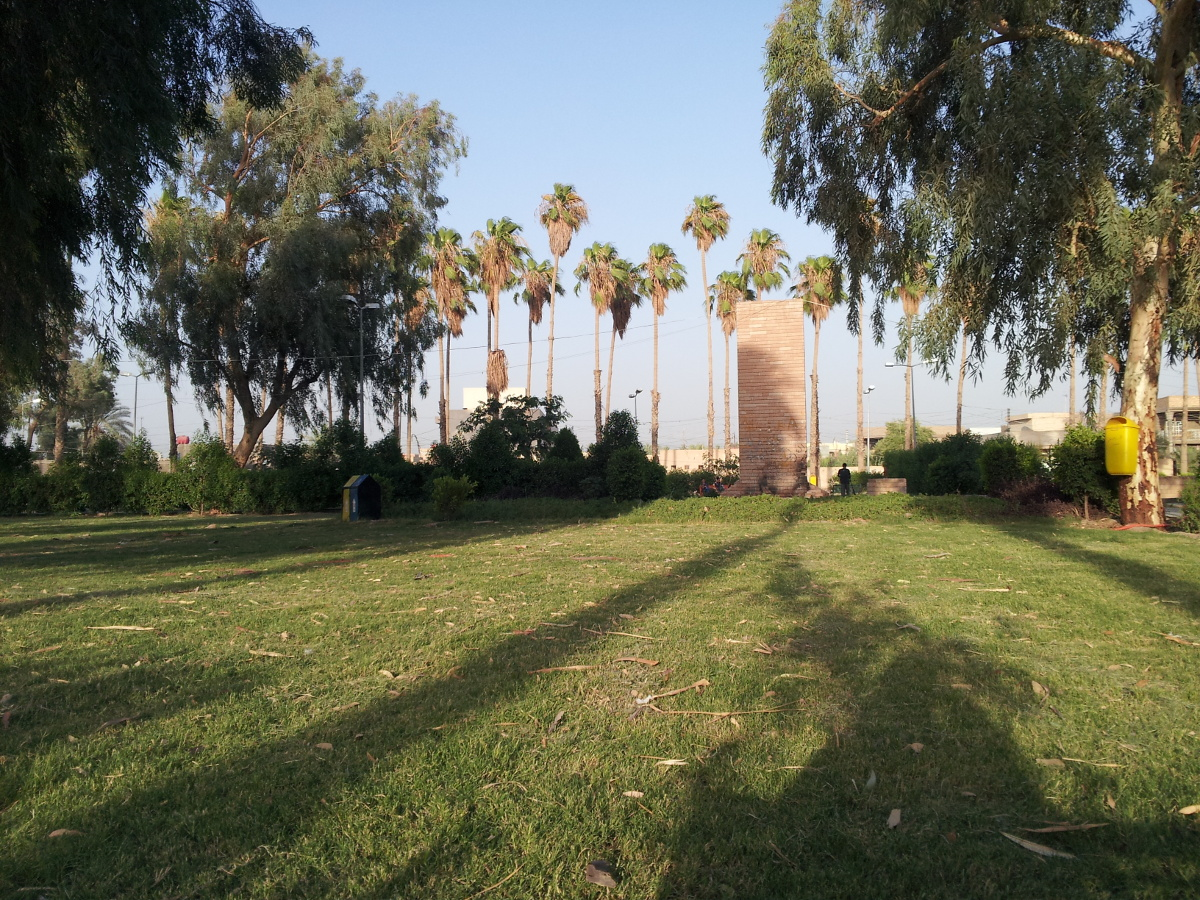
متنزه البيضويه - جبله
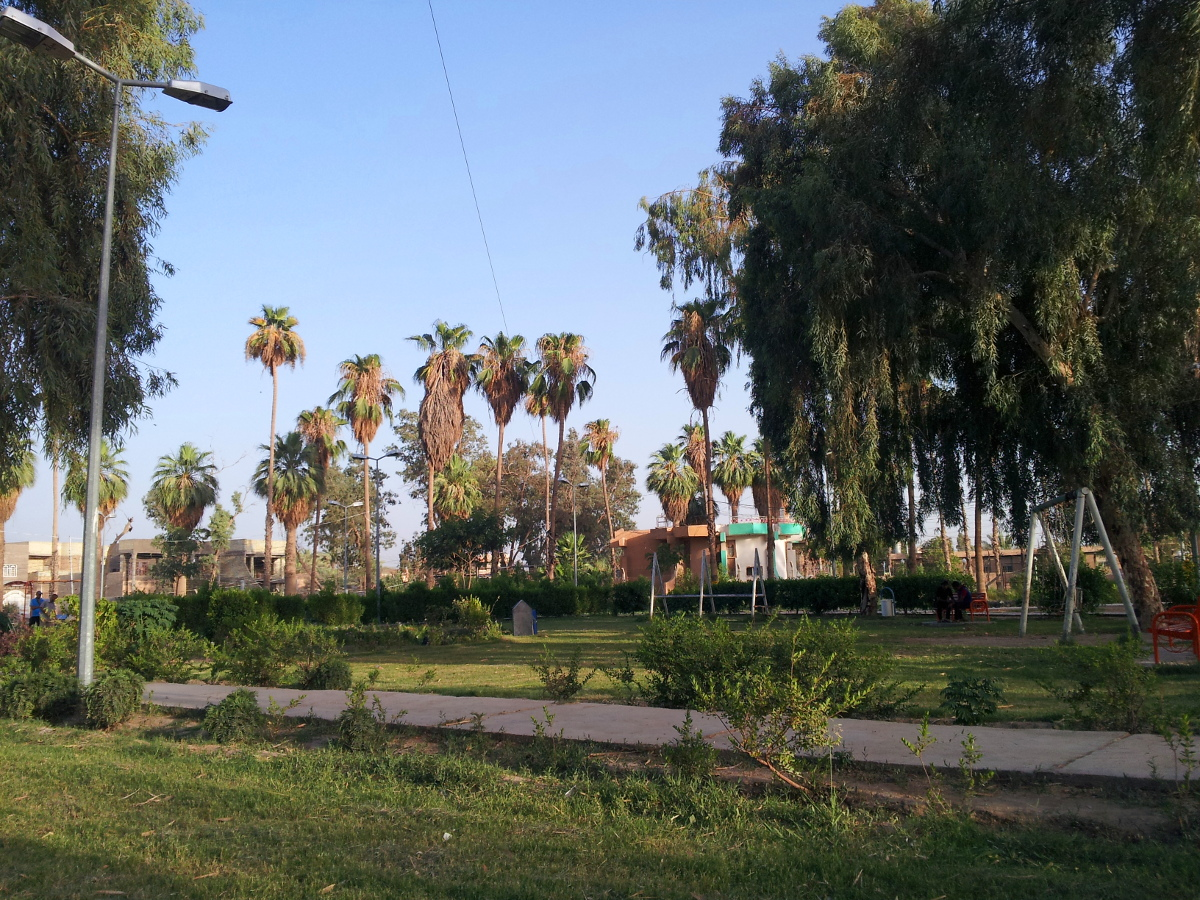
متنزه البيضويه - جبله
أحد مساجد مدينة جبلة

## لمحة تاريخية عن كوثى القديمة
وهي من المدن الاثرية في منطقة اكد السامية وتعرف اطلالها اليوم (تل إبراهيم) تقع على بعد خمسين كيلو متر شمال شرق مدينة الحلة وعلى بعد اقل من كيلو مترين من مركز ناحية المشروع (جبلة)، ولكوثى ماض بعيد وقد ذكرت في التوراة مرتين تعرف كوثى بالبابلية (كوتم) ويمر عندها مجرى النهر القديم المسمى (نهر كوثى)، واشتهرت كوثى بكونها مركز عبادة الإله (نرجال) أله العالم الأسفل المذكور بالتوراة، وتعد مدينة كوثى من أبرز مدن بابل الشمالية قبل نهوض بابل نفسها وكانت تقع على نهر الفرات بحدود الألف الثالث قبل الميلاد وهو المجرى الشرقي القديم المعروف بمجرى كوثى (قبل أن يتغير مجراه إلى موقعه الحالي) الذي يسير بمحاذاة نهر دجلة وكان هذا المجرى يعرج من منطقه تقع حوالي منتصف الطريق بين الفلوجه والمسيب، ان أهمية مدينة كوثى تأتي كونها مركزأً مرموقاً للفكر الديني وألهها الخاص نركال كان له معبد عظيم (أي – ميسلام).
كوثي إبراهيم الخليل
كوثي في ثلاثة مواضع في سواد العراق في أرض بابل وبمكة وهو منزل بني عبد الدار، وكوثي العراق كوثيان إحداهما كوثي الطريق والأخرى كوثى ربى وبها مشهد إبراهيم الخليل وبها مولده وهما من أرض بابل وبها طرح إبراهيم في النار، وينتمي إبراهيم الخليل بحسب رواية التوراة إلى القبائل الارامية وهي قبائل عربية نزحت من موطنها الأصلي في جزيرة العرب واستقرت على ضفاف الفرات في سوريا ثم نزلت بعض أسرها إلى العراق ومن جملتهم أسرة إبراهيم الخليل فإذا أخذنا بما توصل اليه العلماء حول تاريخ هجرة الآراميين، فتكون أسرة إبراهيم الخليل قد جاءت إلى منطقة بابل في حوالي الألف الثاني قبل الميلاد، وهكذا يمكن القول أن إبراهيم الخليل كان عراقيا بالولادة عربياً في قوميته التي ترجع إلى وطنه الاصلي الجزيرة العربية وعندما خرج إبراهيم سليما من المحرقه هرب من مدينة كوثى ولغته يومئذ سريانيه فلما عبر نهر الفرات من حران غير الله لسانه فقيل عبراني وعن أهمية كوثى قال حبر الأمة عبد الله بن عباس ((نحن معاشر قريش حي من النبط من أهل كوثي والأصل آدم والكرم التقوى والحسب الخلق وإلى هذا انتهت نسبة الناس)).
ويبدو واضحاً أن منطقة كوثي كانت عامرة ومتحضرة وازدادت أهميتها عندما ظهر دين الله بين شعبها وحمل رسالة التوحيد وأحد من رجالها البارزين هو إبراهيم الخليل، لا شك ان المدينة موغلة بالقدم ومرت عليها أدوار تاريخية عدة في عدة عصور السومريون والأكديون والبابليون والفرس ومن ثم العهد الإسلامي ولذلك من الصعب على الباحث رسم صورة واحدة لتاريخ كوثى لقدمها وللادوار التاريخية المختلفة والمتعاقبة التي مرت بها ولكننا نرى أن كوثي كانت متحضرة جدا ومهمة تاريخيا وعلى الباحثين والآثاريين سبر أغوارها والكشف عن كنوزها.
تتبع هذه المنطقة إداريا لمحافظة بابل وتقع هذه المدينة شمال شرق محافظة بابل، وتبعد عن مركز محافظة بابل (الحلة) 50 كيلومتر، وتقع جنوب بغداد وتبعد عنها حوالي 82 كيلومتر، يجاور هذه المدينة عدة مدن من الجنوب ناحية الإمام وتبعد عن مدينة جبلة 16 كيلومتر ومن الشمال الشرقي قضاء الصويرة 25 كيلومتر ومن الغرب مدينتي المحاويل والمسيب بمسافات غير معروفة لأسباب إدارية حيث تم اقتطاع مسافات من مدينة جبلة والحاقها ضمن هاتين المدينتين، اما من الشمال فتحدها مدينة اللطيفية التي تمتاز هي الأخرى بطبيعتها الزراعية.
هذه المدينة معروفة بالزراعة حيث تحيط بها الأراضي الزراعية وكذلك مجموعة من الغابات وعندما يذكر اسم هذه المدينة يذكر «مشروع مسيب الكبير» الذي افتتح في عام 1956 إلى عام 1989، وكان هذا المشروع من أهم المشاريع الزراعية في العراق والشرق الأوسط حيث كان يهتم بتطوير المنتوجات الزراعية والحيوانية وكان من أهم المراكز الطبية للحيوانات. حيث يلاحظ وجود مخازن كثير، لكن بعد حرب الخليج الأولى بعام واحد انهار الاقتصاد العراقي، مما أدى إلى اغلاق هذا المشروع، وتحولت المخازن إلى ثكنات للجيش وبعد تغيير الرئيس السابق صدام حسين على يد قوات الاحتلال في العام 2003, تحولت المخازن إلى مساكن عشوائية (حواسم). وما تزال هذه المخازن مسألة خلاف بين وزارتي الزراعة (شركة ما بين النهرين) والبلديات والاشغال كل منها تدعي ان هذه المخازن ملك لها.
وتوجد في هذه المدينة نهر يسمى «نهر المشروع» الذي يقسم المدينة إلى قسمين ويربط الطرفين بثلاث جسور. وتتكون المدينة من عدد كبير وشاسع من المناطق الزراعية ففي شمالها مناطق فرع الامام وفي غربها الحميري والدليمي وابي شعير والحيدري ومن جنوبها الخربانة ومن شرقها الزبيدي والعكير والرشايده ومدينة الباقر (مدينة البكر سابقاً).
وتبلغ مساحتها أكثر من 892 كم حسب إحصائيات الدولة وبذلك تعتبر المدينة الأكبر مساحة من بين مدن (نواحي) محافظة بابل ويبلغ عدد سكانها أكثر من 120 الف نسمة حسب التقديرات، واناسها طيبون واهل كرم (حيث يعدون من اكرم الناس في محافظة بابل واجودهم) ومثقفون بثقافة الإسلام الاصيل وسميت عند افتتاحها سنه 1954 جبلة ومن ثم حولت في زمن صدام حسين إلى صدامية المشروع تضم المنطقة عدد من الوجهاء أبرزهم هيثم الحسيني الذي تم قتلة على يد فلول القاعدة وازلام النظام البعثي. وقد خرَّجت الكثير من المبدعين واصحاب الكفاءات ورجال العلم والدين والادباء منهم الخطيب الشيخ عقيل الحمداني والاديب قاسم عبد الأمير عجام والدكتور الشهيد علي فليح والشاعر طه عبيد حمدان وعشرات من الأطباء والمهندسين والاساتذه الذين ملاءوا جامعات العراق. ففي جامعة بابل يوجد عدد كبير من التدريسين من هذه المدينة وخاصة في كلية التربية صفي الدين الحلي وكلية التربية ابن حيان وكلية الهندسة وكلية العلوم...الخ ومنهم من يتولى مناصب إدارية ومناصب رفيعة في هذه الجامعة.
تعتبر مدينة جبلة غير مستقرة امنيا حيث تشهد حوادث عنف وقتل بين مدة وأخرى بسبب طبيعتها المذهبية.
وتمتلك مقعدين في مجلس محافظة بابل، ومقعدا واحدا فقط في مجلس النواب العراقي. وتفتقر هذه المدينة لعدد كبير من الخدمات الرئيسة مثل المجاري وونقص الطرق بين مدنها الريفية.